# Sommet de Batcrabère
Le sommet de Batcrabère (en espagnol som de Batcrabère) est un sommet des Pyrénées, situé sur la frontière franco-espagnole entre les Hautes-Pyrénées, en région Occitanie, et la province de Huesca dans la communauté d'Aragon, qui culmine à 2 707 ou 2 696 mètres d'altitude dans le massif du Balaïtous.

## Toponymie
En occitan, batcrabère vient de bat qui signifie « vallée » et de crabère « chèvre », donc le sommet de la « vallée aux chèvres ».

## Géographie
Il est situé entre le département des Hautes-Pyrénées en val d'Azun, dans la vallée d'Arrens  sur la commune d'Arrens-Marsous, et celle de Tena (commune de Panticosa) en Espagne.

### Topographie
Il est situé au sud du pic Palas et à l'ouest du pic du Balaïtous. Il surplombe l'ibón de Arriel Alto au sud et les lacs de Batcrabère au nord.

### Hydrographie
Le sommet délimite la ligne de partage des eaux entre le bassin de la Garonne côté nord, qui se déverse dans l'Atlantique, et le bassin de l'Èbre, qui coule vers la Méditerranée côté sud.

## Voies d'accès
On y accède côté français au nord depuis le parking qui jouxte la centrale électrique de Migouélou prendre le sentier du lac de Suyen et à la toue de Doumblas prendre vers le refuge de Larribet et continuer en direction des lacs de Micoulaou.
Côté espagnol par la vallée de Tena via le GR 11 depuis le l'ibón d'Arriel.

## Protection environnementale
Le sommet est situé dans le parc national des Pyrénées et fait partie d'une zone naturelle protégée, classée ZNIEFF de type 1.